# Leucania brandti
Leucania brandti là một loài bướm đêm trong họ Noctuidae.